# Alexander Strandell
Bo Erik Alexander Strandell, född 9 november 1992 i Torslanda, är en svensk rocksångare, producent och låtskrivare.   

## Biografi
Strandell är uppvuxen i en teaterfamilj där föräldrarna Pernilla och Thorild Strandell arbetar på Göteborgsoperan. Han är äldre bror till fotbollsspelaren Zackarias Strandell samt dotterson till skådespelaren Bo Swedberg och tecknaren Brit Swedberg.
Strandell gick Hvitfeldtska gymnasiets musikklasser och medverkade som 17-åring i musikalteatern Lova & Sam på Göteborgsoperan. Han slog igenom med sin grupp Art Nation 2015 som framförde Årets Gothia Cup VM-låt 2016 och som har blivit nominerade som Årets Svenska Genombrott, Årets Svenska Grupp och Årets Live-akt i Gaffa.[källa behövs]
Han debuterade som soloartist hösten 2018 med singeln "Bonfire Heart" som toppade svenska Spotify Viral  och han nominerades till Årets Svenska Genombrott i Gaffa. Bonfire Heart blev utvald av Spotify till listan ”50 Of The World Most Beautiful Love Songs” med över 1 miljon följare. Strandell har samarbetat med producenterna James Kenosha , Edd Holloway, Per Magnusson och Andreas Stone. Tillsammans med Håkan Hellström, Joakim Thåström och LaGaylia Frazier släppte han 2019 singeln "Stronger" som Strandell skrev och producerade.
Strandell har också varit aktiv i Torslanda-Björlanda församling där han i flera år arbetade med musikkonfirmation. Strandell har arbetat med och frontat kampanjer för Läkare utan gränser och UNHCR samt medverkade tillsammans med Art Nation på välgörenhetsgalan We Are One på Friends Arena. Strandell frontar också supergruppen Crowne tillsammans med medlemmar från Europe, The Poodles och H.E.A.T.  Strandell sjöng under ett fåtal spelningar i gruppen Amaranthe  och blev även nominerad som Årets Svenska Rockröst 2016. Han har också sjungit tillsammans med Ryska filharmoniska orkestern(en) (Русская филармония) i Ryssland. 
Strandell har medverkat i TV-programmen Lotta på Liseberg, Bingolotto, Talang 2009 samt Idol 2011 och Idol 2014.  Strandell invigde Gothenburg Culture Festival 2019. 

## Diskografi

### Singlar
| År   | Titel         | Info                                   |                   |
| 2018 | Bonfire Heart | Alexander Strandell                    | Spotify Viral #14 |
| ---- | ------------- | -------------------------------------- | ----------------- |
| 2019 | Happy         | Alexander Strandell                    |                   |
| 2019 | Stronger      | Alexander Strandell & LaGaylia Frazier |                   |